# Hızırşah, Datça
Hızırşah là một xã thuộc huyện Datça, tỉnh Muğla, Thổ Nhĩ Kỳ. Dân số thời điểm năm 2011 là 485 người.